# WTA 125K series 2018
WTA 125K series 2018 – sezon profesjonalnych kobiecych turniejów tenisowych niższej kategorii organizowanych przez Women’s Tennis Association w 2018 roku, które obejmują cykl 10 turniejów z pulą nagród wynoszącą 125 000 dolarów amerykańskich (z wyjątkiem turniejów z serii Oracle Challenger Series, których pula nagród wynosi 150 000 dolarów amerykańskich). Zawody rozgrywane w ramach WTA 125K series nie są zaliczane do głównego cyklu rozgrywek WTA Tour.

## Kalendarz turniejów
| Data            | Turniej                                                                                 | Zwyciężczynie                              | Wynik                 | Finalistki                             | Półfinalistki                        | Ćwierćfinalistki                                                            |
| --------------- | --------------------------------------------------------------------------------------- | ------------------------------------------ | --------------------- | -------------------------------------- | ------------------------------------ | --------------------------------------------------------------------------- |
| 21 stycznia     | Oracle Challenger Series – Newport Beach Newport Beach 150 000 $ – Twarda – 32S/16Q/16D | Danielle Collins                           | 2:6, 6:4, 6:3         | Sofja Żuk                              | Ajla Tomljanović Mayo Hibi           | Nicole Gibbs Jang Su-jeong Jil Teichmann Sachia Vickery                     |
| 21 stycznia     | Oracle Challenger Series – Newport Beach Newport Beach 150 000 $ – Twarda – 32S/16Q/16D | Misaki Doi Jil Teichmann                   | 7:6(4), 1:6, 10–8     | Jamie Loeb Rebecca Peterson            | Ajla Tomljanović Mayo Hibi           | Nicole Gibbs Jang Su-jeong Jil Teichmann Sachia Vickery                     |
| 26 lutego       | Oracle Challenger Series – Indian Wells Indian Wells 150 000 $ – Twarda – 32S/16Q/16D   | Sara Errani                                | 6:4, 6:2              | Kateryna Bondarenko                    | Amanda Anisimova Ajla Tomljanović    | Danielle Collins Caroline Dolehide Viktorija Golubic Yanina Wickmayer       |
| 26 lutego       | Oracle Challenger Series – Indian Wells Indian Wells 150 000 $ – Twarda – 32S/16Q/16D   | Taylor Townsend Yanina Wickmayer           | 6:4, 6:4              | Jennifer Brady Vania King              | Amanda Anisimova Ajla Tomljanović    | Danielle Collins Caroline Dolehide Viktorija Golubic Yanina Wickmayer       |
| 16 kwietnia     | Zhengzhou Women’s Tennis Open Zhengzhou 125 000 $ – Twarda – 32S/16Q/16D                | Zheng Saisai                               | 5:7, 6:2, 6:1         | Wang Yafan                             | Yanina Wickmayer Han Xinyun          | Danielle Lao Lu Jiajing Mai Minokoshi Zhu Lin                               |
| 16 kwietnia     | Zhengzhou Women’s Tennis Open Zhengzhou 125 000 $ – Twarda – 32S/16Q/16D                | Duan Yingying Wang Yafan                   | 7:6(5), 6:3           | Naomi Broady Yanina Wickmayer          | Yanina Wickmayer Han Xinyun          | Danielle Lao Lu Jiajing Mai Minokoshi Zhu Lin                               |
| 30 kwietnia     | Kunming Open Anning 125 000 $ – Ceglana – 32S/16Q/16D                                   | Irina Chromaczowa                          | 3:6, 6:4, 7:6(5)      | Zheng Saisai                           | Peng Shuai Han Xinyun                | Amandine Hesse Elica Kostowa Wang Yafan Yanina Wickmayer                    |
| 30 kwietnia     | Kunming Open Anning 125 000 $ – Ceglana – 32S/16Q/16D                                   | Dalila Jakupović Irina Chromaczowa         | 6:1, 6:1              | Guo Hanyu Sun Xuliu                    | Peng Shuai Han Xinyun                | Amandine Hesse Elica Kostowa Wang Yafan Yanina Wickmayer                    |
| 5 czerwca       | Croatian Bol Ladies Open Bol 125 000 $ – Ceglana – 32S/16D                              | Tamara Zidanšek                            | 6:1, 6:3              | Magda Linette                          | Tena Lukas Sara Errani               | Mariana Duque Mariño Viktorija Golubic Anna Schmiedlová Sara Sorribes Tormo |
| 5 czerwca       | Croatian Bol Ladies Open Bol 125 000 $ – Ceglana – 32S/16D                              | Mariana Duque Mariño Wang Yafan            | 6:3, 7:5              | Sílvia Soler Espinosa Barbora Štefková | Tena Lukas Sara Errani               | Mariana Duque Mariño Viktorija Golubic Anna Schmiedlová Sara Sorribes Tormo |
| 3 września      | Oracle Challenger Series – Chicago Chicago 150 000 $ – Twarda – 32S/24Q/16D             | Petra Martić                               | 6:4, 6:1              | Mona Barthel                           | Sachia Vickery Tatjana Maria         | Françoise Abanda Anna Blinkowa Dajana Jastremśka Varvara Lepchenko          |
| 3 września      | Oracle Challenger Series – Chicago Chicago 150 000 $ – Twarda – 32S/24Q/16D             | Mona Barthel Kristýna Plíšková             | 6:3, 6:2              | Asia Muhammad Maria Sanchez            | Sachia Vickery Tatjana Maria         | Françoise Abanda Anna Blinkowa Dajana Jastremśka Varvara Lepchenko          |
| 29 października | L&T Mumbai Open Mumbaj 125 000 $ – Twarda – 32S/16Q/16D                                 | Luksika Kumkhum                            | 1:6, 6:2, 6:3         | Irina Chromaczowa                      | Margarita Gasparian Dalila Jakupović | Walendini Gramatikopulu Danka Kovinić Lu Jiajing Zheng Saisai               |
| 29 października | L&T Mumbai Open Mumbaj 125 000 $ – Twarda – 32S/16Q/16D                                 | Nateła Dzałamidze Wieronika Kudiermietowa  | 6:4, 7:6(4)           | Bibiane Schoofs Barbora Štefková       | Margarita Gasparian Dalila Jakupović | Walendini Gramatikopulu Danka Kovinić Lu Jiajing Zheng Saisai               |
| 5 listopada     | Open de Limoges Limoges 125 000 $ – Twarda (hala) – 32S/16Q/8D                          | Jekatierina Aleksandrowa                   | 6:2, 6:2              | Jewgienija Rodina                      | Margarita Gasparian Wiera Zwonariowa | Anna Blinkowa Ana Bogdan Tatjana Maria Pauline Parmentier                   |
| 5 listopada     | Open de Limoges Limoges 125 000 $ – Twarda (hala) – 32S/16Q/8D                          | Wieronika Kudiermietowa Galina Woskobojewa | 7:5, 6:4              | Timea Bacsinszky Wiera Zwonariowa      | Margarita Gasparian Wiera Zwonariowa | Anna Blinkowa Ana Bogdan Tatjana Maria Pauline Parmentier                   |
| 10 listopada    | Oracle Challenger Series – Houston Houston 150 000 $ – Twarda – 32S/24Q/16D             | Peng Shuai                                 | 1:6, 7:5, 6:4         | Lauren Davis                           | Jessica Pegula Sofja Żuk             | Whitney Osuigwe Fanny Stollár Heather Watson Katherine Sebov                |
| 10 listopada    | Oracle Challenger Series – Houston Houston 150 000 $ – Twarda – 32S/24Q/16D             | Maegan Manasse Jessica Pegula              | 1:6, 6:4, 10–8        | Desirae Krawczyk Giuliana Olmos        | Jessica Pegula Sofja Żuk             | Whitney Osuigwe Fanny Stollár Heather Watson Katherine Sebov                |
| 11 listopada    | Taipei Open Tajpej 125 000 $ – Dywanowa (hala) – 32S/16Q/16D                            | Luksika Kumkhum                            | 6:1, 6:3              | Sabine Lisicki                         | Witalija Djaczenko Bibiane Schoofs   | Liang En-shuo Zhu Lin Tereza Martincová Nao Hibino                          |
| 11 listopada    | Taipei Open Tajpej 125 000 $ – Dywanowa (hala) – 32S/16Q/16D                            | Ankita Raina Karman Thandi                 | 6:3, 5:7, 12–12 krecz | Olga Doroshina Nateła Dzałamidze       | Witalija Djaczenko Bibiane Schoofs   | Liang En-shuo Zhu Lin Tereza Martincová Nao Hibino                          |

## Wygrane turnieje

### Klasyfikacja tenisistek
| Wygrane | Zawodniczka              | S   | D   | S | D |
| ------- | ------------------------ | --- | --- | - | - |
| 2       | Luksika Kumkhum          | ● ● |     | 2 | 0 |
| 2       | Irina Chromaczowa        | ●   | ●   | 1 | 1 |
| 2       | Wieronika Kudiermietowa  |     | ● ● | 0 | 2 |
| 2       | Wang Yafan               |     | ● ● | 0 | 2 |
| 1       | Jekatierina Aleksandrowa | ●   |     | 1 | 0 |
| 1       | Danielle Collins         | ●   |     | 1 | 0 |
| 1       | Sara Errani              | ●   |     | 1 | 0 |
| 1       | Petra Martić             | ●   |     | 1 | 0 |
| 1       | Peng Shuai               | ●   |     | 1 | 0 |
| 1       | Zheng Saisai             | ●   |     | 1 | 0 |
| 1       | Tamara Zidanšek          | ●   |     | 1 | 0 |
| 1       | Mona Barthel             |     | ●   | 0 | 1 |
| 1       | Misaki Doi               |     | ●   | 0 | 1 |
| 1       | Duan Yingying            |     | ●   | 0 | 1 |
| 1       | Mariana Duque Mariño     |     | ●   | 0 | 1 |
| 1       | Nateła Dzałamidze        |     | ●   | 0 | 1 |
| 1       | Dalila Jakupović         |     | ●   | 0 | 1 |
| 1       | Maegan Manasse           |     | ●   | 0 | 1 |
| 1       | Jessica Pegula           |     | ●   | 0 | 1 |
| 1       | Kristýna Plíšková        |     | ●   | 0 | 1 |
| 1       | Ankita Raina             |     | ●   | 0 | 1 |
| 1       | Jil Teichmann            |     | ●   | 0 | 1 |
| 1       | Karman Thandi            |     | ●   | 0 | 1 |
| 1       | Taylor Townsend          |     | ●   | 0 | 1 |
| 1       | Galina Woskobojewa       |     | ●   | 0 | 1 |
| 1       | Yanina Wickmayer         |     | ●   | 0 | 1 |

### Klasyfikacja państw
| Wygrane | Kraj              | S | D |
| ------- | ----------------- | - | - |
| 5       | Rosja             | 2 | 3 |
| 4       | Chiny             | 2 | 2 |
| 3       | Stany Zjednoczone | 1 | 2 |
| 2       | Tajlandia         | 2 | 0 |
| 2       | Słowenia          | 1 | 1 |
| 1       | Chorwacja         | 1 | 0 |
| 1       | Włochy            | 1 | 0 |
| 1       | Belgia            | 0 | 1 |
| 1       | Czechy            | 0 | 1 |
| 1       | Indie             | 0 | 1 |
| 1       | Japonia           | 0 | 1 |
| 1       | Kazachstan        | 0 | 1 |
| 1       | Kolumbia          | 0 | 1 |
| 1       | Niemcy            | 0 | 1 |
| 1       | Szwajcaria        | 0 | 1 |